# Cleistanthus curtisii
Cleistanthus curtisii är en emblikaväxtart som beskrevs av Eugene Jablonszky. Cleistanthus curtisii ingår i släktet Cleistanthus och familjen emblikaväxter. Inga underarter finns listade i Catalogue of Life.